# Violette de Reichenbach
Viola reichenbachiana
Espèce
Classification phylogénétique

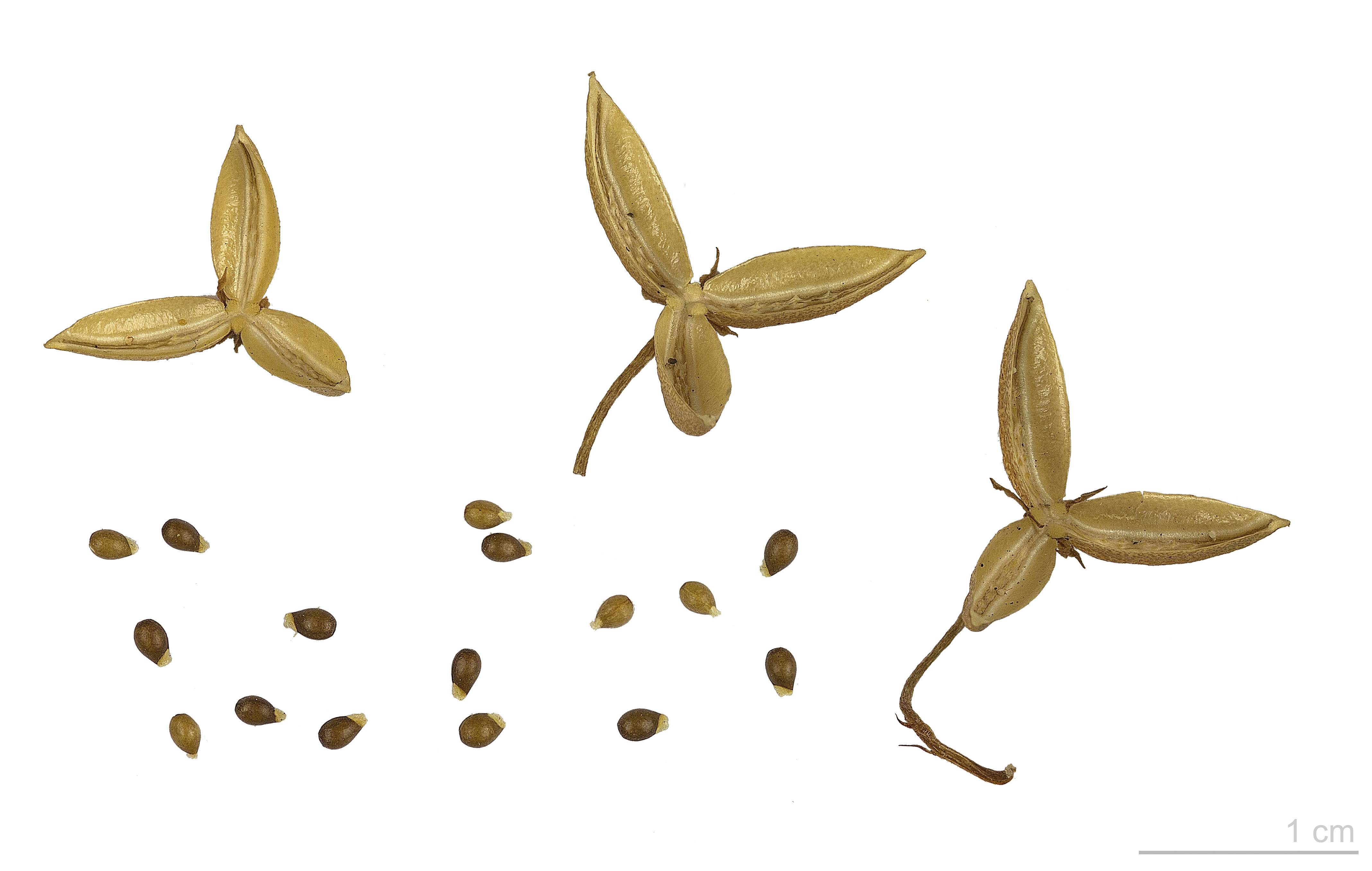
Viola reichenbachiana au Muséum de Toulouse.

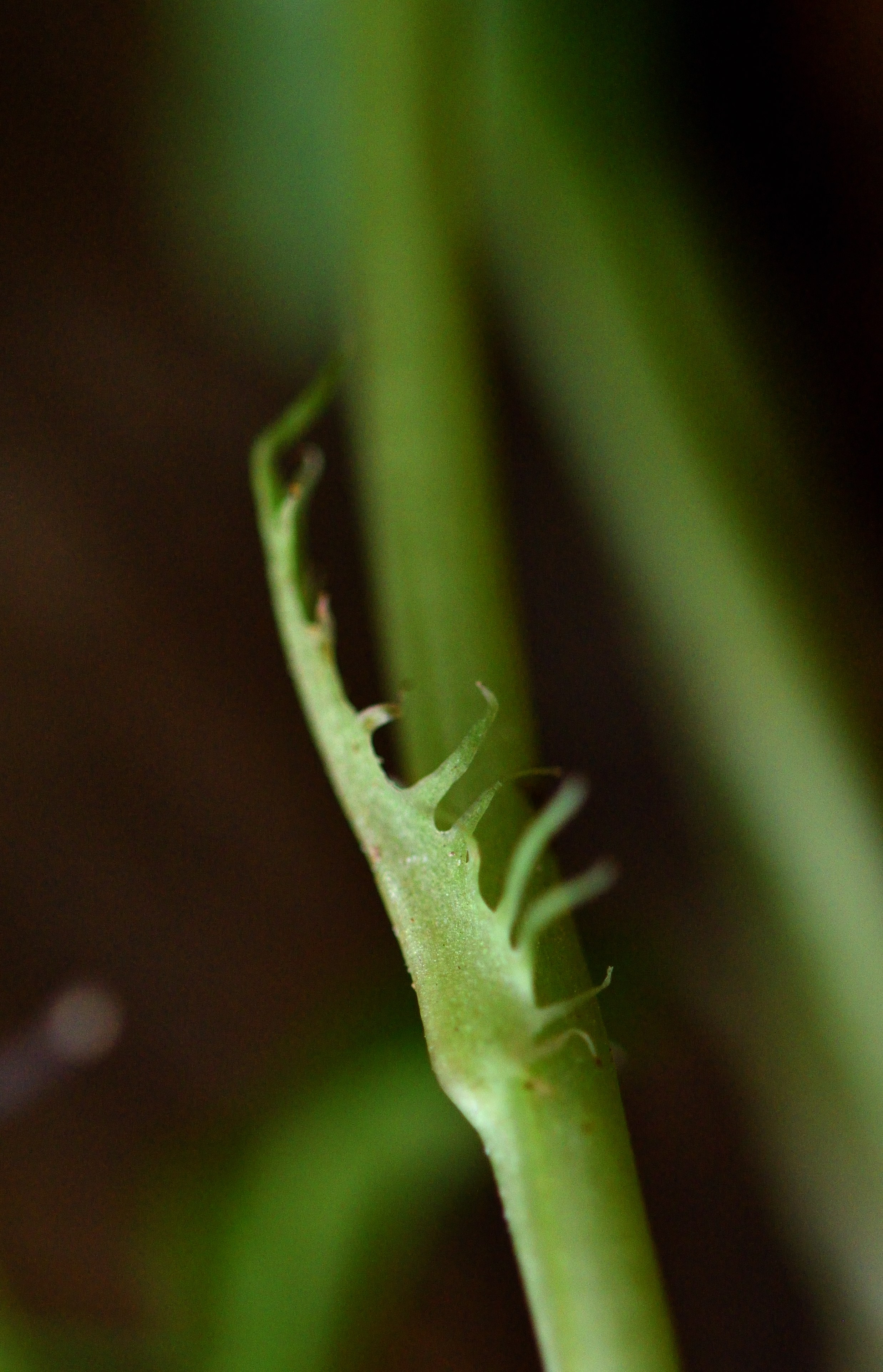
Stipule frangée de violette des bois.

La Violette de Reichenbach, ou Violette des bois (Viola reichenbachiana), est une espèce de plantes à fleurs de la famille des Violacées.

## Description
C'est une plante herbacée.

### Caractéristiques
Appareil végétatif :
- Les pédoncules partent à une certaine distance au dessus du sol, sur des tiges aériennes plus ou moins dressées et feuillées [1]
- Les stipules sont frangées[1]

Organes reproducteurs
- Couleur dominante des fleurs : bleu
- Seuls deux pétales sont dressés[1]
- Le pétale central se prolonge à l'arrière en un court éperon droit, de couleur identique ou plus sombre que les pétales[2],[3].
- Période de floraison : (mars) avril - mai (juin)
- Inflorescence : fleur solitaire latérale
- Sexualité : hermaphrodite
- Pollinisation : entomogame

Graine
- Fruit : capsule
- Dissémination : myrmécochore

Habitat et répartition
- Habitat type : sous-bois herbacés médioeuropéens, basophiles
- Aire de répartition européenne. En France, courante jusqu'à 2500 m, notamment dans les Alpes, mais plutôt rare en Bretagne.

Données d'après : Julve, Ph., 1998 ff. - Baseflor. Index botanique, écologique et chorologique de la flore de France. Version : 23 avril 2004.

## Confusion possible
Ne pas la confondre avec la Violette odorante qui a des feuilles couverte de petits poils et qui, comme son nom l'indique, est odorante contrairement à la Violette des bois.